# Saurabh Chaudhary
Saurabh Chaudhary (25 de mayo de 2002) es un tirador deportivo indio. Ganó la medalla dorada en los Juegos Asiáticos de 2018 en la modalidad de 10 metros pistola de aire comprimido. Repitió este logro representando a su país en los Juegos Olímpicos de la Juventud 2018 celebrados en Buenos Aires, Argentina, ganando la presea dorada en la misma modalidad.